# 쿵푸 허슬
《쿵푸 허슬》(중국어: 功夫, 영어: Kung Fu Hustle)은 주성치가 감독과 주연을 맡은 홍콩 영화로 2004년에 개봉하였다. 1940년대 중국 상하이가 배경이다. 주인공 싱은 물삼겹을 데리고 다니면서 조잡한 건달 흉내를 내고 다니다가 돼지촌으로 흘러들어갔는데 여기서 도끼파를 사칭하다가 진짜 도끼파와 싸움이 붙는 내용이다. 도끼파는 돼지마을을 철거하려고 시비를 걸었으나 돼지마을에 사는 고수들에게 호되게 당하고 이에 고금 연주 암살자들을 고용해서 십이로담퇴 고수 짐꾼과 금강투 고수 요리사를 현을 튕겨서 발사하는 칼날 장풍으로 썰어버리지만 그 암살자들마저 소용녀(돼지촌 주인 부부 중 아내)의 사자후에 당하고 만다. 이에 도끼파는 정신과학 연구소에서 화운사신을 탈출시켜 돼지촌 주인 부부와 맞붙게 한다.
이 영화는 중국에서 2004년 12월 23일, 미국에서 2005년 1월 25일에 개봉되었다. 로튼 토마토에서는 90%의 지지율을 받았고 메타크리틱에서는 100점 만점에 78점을 받았다. 이 영화는 북미에서 1700만 달러, 다른 지역에서 8400만 달러의 총 수익을 올렸다. 이 영화는 2005년 미국에서 가장 높은 수익을 올린 외국어 영화들뿐만 아니라 미국에서 가장 높은 수익을 올린 외국어 영화들 중 10위에 올랐다. 《쿵푸 허슬》은 6개의 홍콩 영화 금상장과 5개의 금마장 등 수많은 상을 받았다. 이 영화는 2014년 10월 아시아와 미국 전역에서 3D로 재개봉되었으며, 10주년을 기념하였다.

## 줄거리
1940년대 상하이에서, 좀도둑 싱과 본은 냉혈한 살인마 브라더 섬이 이끄는 악명 높은 도끼파에 합류하기를 열망한다. 두 사람은 도끼파 조직원인 척 행세하며 주민들에게 돈을 뜯어내기 위해 돼지골목이라 불리는 허름한 빈민가를 방문한다. 싱의 행동은 결국 진짜 도끼파 조직원들의 주의를 끌고, 그들은 주민들과 대치한다. 조직원 증원군이 도착하지만, 그들은 모두 빈민가의 세 입주자, 쿨리, 재단사, 도넛에 의해 신속하게 처리되는데, 이들은 사실 쿵푸 고수이다. 그러나 도끼파의 보복을 두려워한 빈민가의 여주인은 이 세 명을 쫓아낸다.
브라더 섬은 싱과 본을 붙잡아 조직원인 척 한 죄로 죽이려 한다. 그러나 싱과 본은 간신히 탈출하고, 브라더 섬은 그들의 실력에 감명받아 누군가를 죽이는 조건으로 도끼파에 합류할 기회를 준다. 싱은 어릴 적 부랑자에게 속아 얼마 안 되는 용돈으로 무술 팜플렛을 샀던 일을 본에게 회상한다. 팜플렛의 불교장 기술을 연습한 후, 싱은 불량배들에게서 말을 못 하는 팡이라는 소녀를 구하려 했지만, 오히려 얻어맞고 굴욕을 당했다. 싱은 영웅은 결코 이기지 못한다고 굳게 믿게 되었고, 악당이 되기로 결심한다.
싱과 본은 여주인을 죽이기 위해 돼지골목으로 돌아오지만 실패하고 쫓겨난다. 싱은 교통 표지대 뒤로 물러나는데, 그의 부상이 미스터리하게 즉시 치유된다. 한편, 돼지골목에 대한 복수를 결심한 브라더 섬은 마법의 쟁을 무기로 사용하는 두 명의 하프 연주자를 고용한다. 그들은 세 명의 고수들을 성공적으로 제거하지만, 여주인과 그녀의 남편인 집주인에게 패배하는데, 이들도 숙련된 전사임이 밝혀진다.
좌절한 싱은 아이스크림 노점상을 털려 하지만, 그녀가 사실 팡이라는 것을 알게 된다. 그녀가 그를 알아보고 막대사탕을 건네자, 이는 그가 그녀를 구하려 했던 날을 떠올리게 하고, 그는 사탕을 부수고 부끄러워하며 떠난다. 브라더 섬은 싱에게 정신병원에 수감된 전설적인 암살자 야수를 자물쇠 따기 기술로 풀어주면 즉시 조직원으로 받아주겠다고 제안한다. 싱은 성공하고 야수를 도끼파 본부로 데려온다.
브라더 섬은 야수의 건방진 태도와 지저분한 외모 때문에 처음에는 회의적이었지만, 야수가 공중에서 총알을 막아내자 곧 마음을 바꾼다. 야수는 옆 카지노에서 여주인과 집주인을 만나 격렬한 싸움을 벌이지만 무승부로 끝난다. 자신의 잘못을 깨달은 싱은 야수를 공격하고, 야수는 분노하며 반격하지만 실수로 싱의 임맥과 독맥을 개통시킨다. 여주인과 집주인은 의식을 잃은 싱을 데리고 도망친다. 야수는 브라더 섬을 제거하고 도끼파의 새 리더가 된다.
여주인과 집주인은 돼지골목에서 싱을 치료하고 그의 빠른 회복에 놀란다. 여주인은 싱이 사실 타고난 쿵푸 천재임을 알아낸다. 새로 얻은 힘으로 싱은 야수와 싸우기 전에 도끼파 조직원들을 손쉽게 처리한다. 싱은 불교장 기술을 사용하여 야수를 제압하고, 야수는 패배를 인정한다.
싱과 본은 팡의 막대사탕을 로고로 하는 사탕 가게를 연다. 팡은 싱의 가게를 방문하고, 두 사람은 마치 어린 시절의 자신들인 양 손을 잡는다. 싱에게 팜플렛을 팔았던 부랑자는 밖에서 다른 팜플렛들을 파는 모습이 보인다.

## 배역
- 주성치 - 싱
- 진국곤 - 도끼파 보스
- 양소룡 - 화운사신
- 원화 - 돼지촌 주인
- 원추 - 돼지촌 여주인 소용녀
- 펑샤오강 - 악어파 보스
- 임자총 - 물삼겹
- 전계문 - 도끼파 보스의 고문
- 동지화 - 도넛
- 조지릉 - 금강투 고수
- 석행우 - 십이로담퇴 고수
- 가강희 - 고금연주 암살자 1
- 풍극안 - 고금연주 암살자 2
- 임설 - 도끼파 사악한 장군
- 원상인 - 거지
- 황성의 - 퐁
- 하문휘 - 이발소 주인

## 한국판 성우진(KBS)
- 김승준 - 싱(주성치)
- 노민 - 화운사신(양소룡) / 킬러(가강희)
- 김영민 - 도끼파 두목(진국곤)
- 김정미 - 여주인(원추)
- 김익태 - 주인(원화)
- 원호섭 - 뚱보(임자총)
- 김정호 - 재단사(조지릉) / 거지(원상인)
- 임성표 - 악어파 두목(풍소강) / 킬러(풍극안)
- 김소형 - 도끼파 두목 비서(전계문)
- 이윤선 - 분식가게 주인(동지화)
- 전인배 - 짐꾼 청년(석행우) / 안경 쓴 남자(풍면항)
- 김순영 - 악어파 두목의 아내(임사로)
- 박찬희 - 이발소 청년(하문휘)
- 임주현 - 마을 주민(진개사)

## 같이 보기
- 홍콩 영화
- 중국 영화
- 쿵푸 팬더